# Dolichoderus furcifer
Dolichoderus furcifer är en myrart som beskrevs av Carlo Emery 1887. Dolichoderus furcifer ingår i släktet Dolichoderus och familjen myror.

## Underarter
Arten delas in i följande underarter:
- D. f. ater
- D. f. brevithorax
- D. f. furcifer